# Prospect (Kentucky)
Prospect is een plaats (city) in de Amerikaanse staat Kentucky, en valt bestuurlijk gezien onder Jefferson County en Oldham County.

## Demografie
Bij de volkstelling in 2000 werd het aantal inwoners vastgesteld op 4657.
In 2006 is het aantal inwoners door het United States Census Bureau geschat op 5129, een stijging van 472 (10,1%).

## Geografie
Volgens het United States Census Bureau beslaat de plaats een oppervlakte van
10,4 km², geheel bestaande uit land.

## Plaatsen in de nabije omgeving
De onderstaande figuur toont nabijgelegen plaatsen in een straal van 8 km rond Prospect.

## Geboren
- Ray Burse (2 oktober 1984), voetballer